# Myszków
Myszków – miasto w Polsce położone w województwie śląskim, w powiecie myszkowskim, siedziba władz miejskiej gminy Myszków.
Według danych z 31 grudnia 2024 roku miasto liczyło 29 154 mieszkańców.

## Położenie
Myszków położony jest nad rzeką Wartą.
W latach 1975–1998 miejscowość należała administracyjnie do województwa częstochowskiego. Do 1949 r. siedziba gminy Myszków.
Myszków leży na dawnej ziemi krakowskiej, będącej częścią historycznej Małopolski. Będusz i Mijaczów, stanowiące obecnie lewobrzeżne dzielnice Myszkowa, w drugiej połowie XVI wieku położone były w księstwie siewierskim, a leżące na prawym brzegu Warty osiedla Ciszówka, Mrzygłód, Nierada, Nowa Wieś, Nowy Myszków i Stary Myszków należały w tym okresie do powiatu lelowskiego województwa krakowskiego. W latach 1312–1443 lewobrzeżne części Myszkowa położone na zachód od Warty (Będusz i Mijaczów) należały do Górnego Śląska, ale w 1443 tereny te zostały odkupione przez biskupa krakowskiego i stały się ponownie związane z Małopolską (należały do Małopolski do XIII wieku). Bezpośrednio do Polski przyłączono je dopiero w 1790 r. (wcześniej nie były bezpośrednią częścią państwa polskiego). Prawobrzeżne dzielnice Myszkowa nieprzerwanie były częścią Małopolski, dlatego lewobrzeżne bywają czasem określane jako ziemia siewierska, czyli tereny nieśląskie, ale zarazem nie do końca małopolskie. Linia graniczna przebiegała tak, że otoczenie Będusza i Mijaczowa wchodziło w skład Księstwa Siewierskiego, wcześniej zaś księstw górnośląskich, natomiast Myszków, Ciszówka, Mrzygółd i Nowa Wieś leżały już po stronie Królestwa Polskiego, w powiecie lelowskim i województwie krakowskim.
Według danych z 31 grudnia 2023 r. powierzchnia miasta wynosi 72,2 km². W 2005 r. 56% obszaru miasta obejmowały użytki rolne, a 22% – użytki leśne. Myszków stanowi 15,4% powierzchni powiatu myszkowskiego.

## Podział miasta

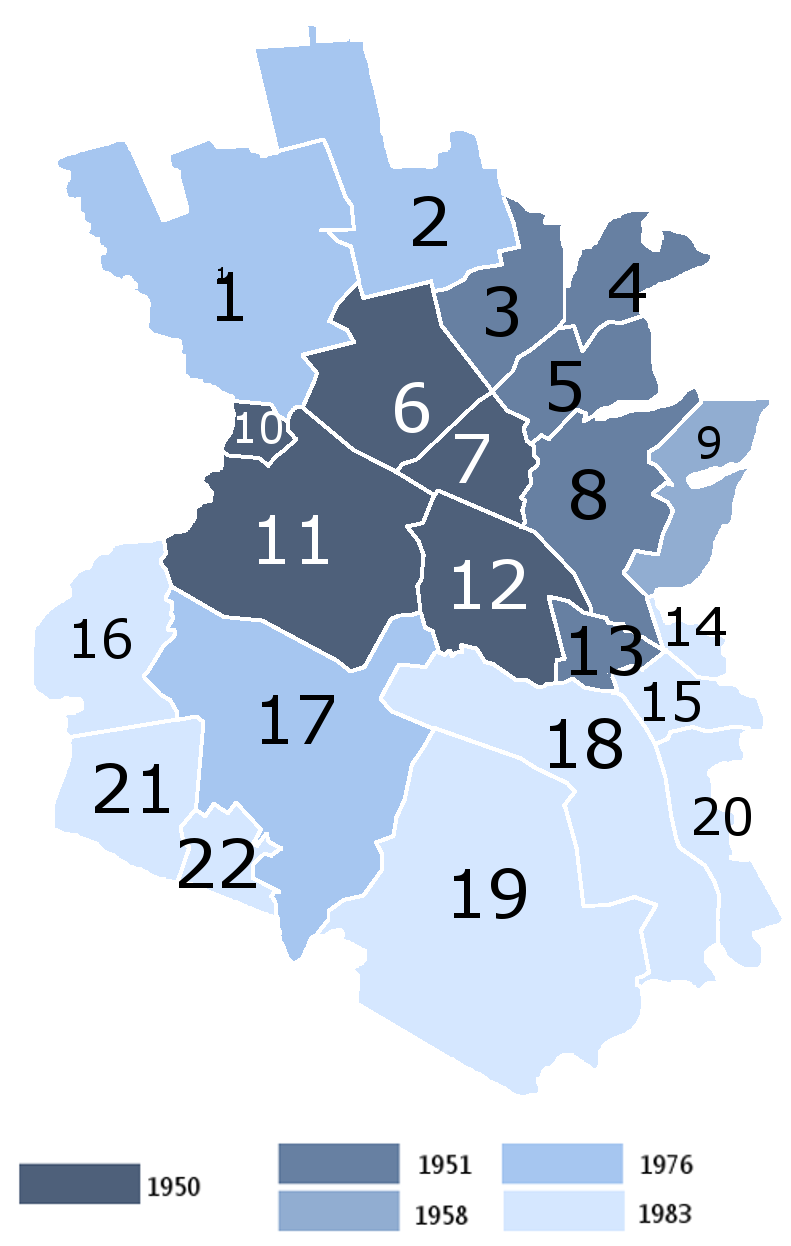
Rozwój terytorialny miasta Myszkowa na przestrzeni lat 1950–1983. ---- 1. Nowa Wieś, 2. Osińska Góra, 3. Połomia Myszków, 4. Helenówka, 5. Czarna Struga, 6. Nowy Myszków, 7. Stary Myszków, 8. Pohulanka, 9. Bory, 10. Michałów, 11. Mijaczów, 12. Ciszówka, 13. Gruchla, 14. Ręby, 15. Kręciwilk, 16. Potasznia, 17. Będusz, 18. Mrzygłód, 19. Mrzygłódka, 20. Nierada, 21. Labry, 22. Smudzówka.

Miasto nieformalnie dzieli się na 22 dzielnice:
| - Stary Myszków - Nowy Myszków - Mijaczów - Pohulanka - Mrzygłód - Mrzygłódka - Będusz - Nowa Wieś - Gruchla - Kręciwilk - Ciszówka | - Czarna Struga - Helenówka - Osińska Góra - Potasznia - Nierada - Bory - Smudzówka - Labry - Michałów - Połomia-Myszków - Ręby |

## Warunki naturalne

### Ukształtowanie terenu
Miasto usytuowane jest w obniżeniu górnej Warty, w tzw. obniżeniu myszkowskim, w północno-wschodniej części rozległej Wyżyny Śląskiej – na skraju Jury Krakowsko-Częstochowskiej. Sama Wyżyna Śląska rozciąga się od prawego brzegu górnej Odry, aż po krawędź Wyżyny Krakowsko-Wieluńskiej. Część obszaru miasta położona jest w otulinie Zespołu Jurajskich Parków Krajobrazowych (dzielnice: Bory i Helenówka).
Północno-wschodnia część miejscowości leży w Obniżeniu Górnej Warty, część południowo-zachodnia leży na Progu Woźnickim ciągnącym się od Zawiercia aż po Kluczbork. Myszków położony jest ok. 280 m n.p.m.
Sama miejscowość usytuowana jest niemal całkowicie w naturalnym obniżeniu terenu (dawna rynna Prawarty), otoczonym z czterech stron wzniesieniami: Góry Włodowskiej, Góry Będuskiej (części pasa Progu Woźnickiego), Góry Jaworznickiej i Osińskiej Góry.
Charakterystyczne dla Myszkowa jest utrzymanie się znacznej ilości zabudowy zagrodowej, jako skutek włączenia w granice administracyjne miasta typowych wiejskich jednostek osadniczych (Nowa Wieś, Osińska Góra, Helenówka, Mrzygłódka, Będusz). Rysującą się tendencją w kwestii rozmieszczenia przestrzennego budownictwa mieszkaniowego jest postępująca koncentracja budownictwa w części „miejskiej” Myszkowa, gdzie znacznemu odmłodzeniu ulegają również zasoby mieszkaniowe (spadek o 50% udziału mieszkań zrealizowanych przed 1945 r.).

### Klimat
Wykres obrazujący średnie temperatury dobowe, maksymalne i minimalne w ciągu roku dla miasta Myszkowa:
(kliknij, aby powiększyć)

## Historia

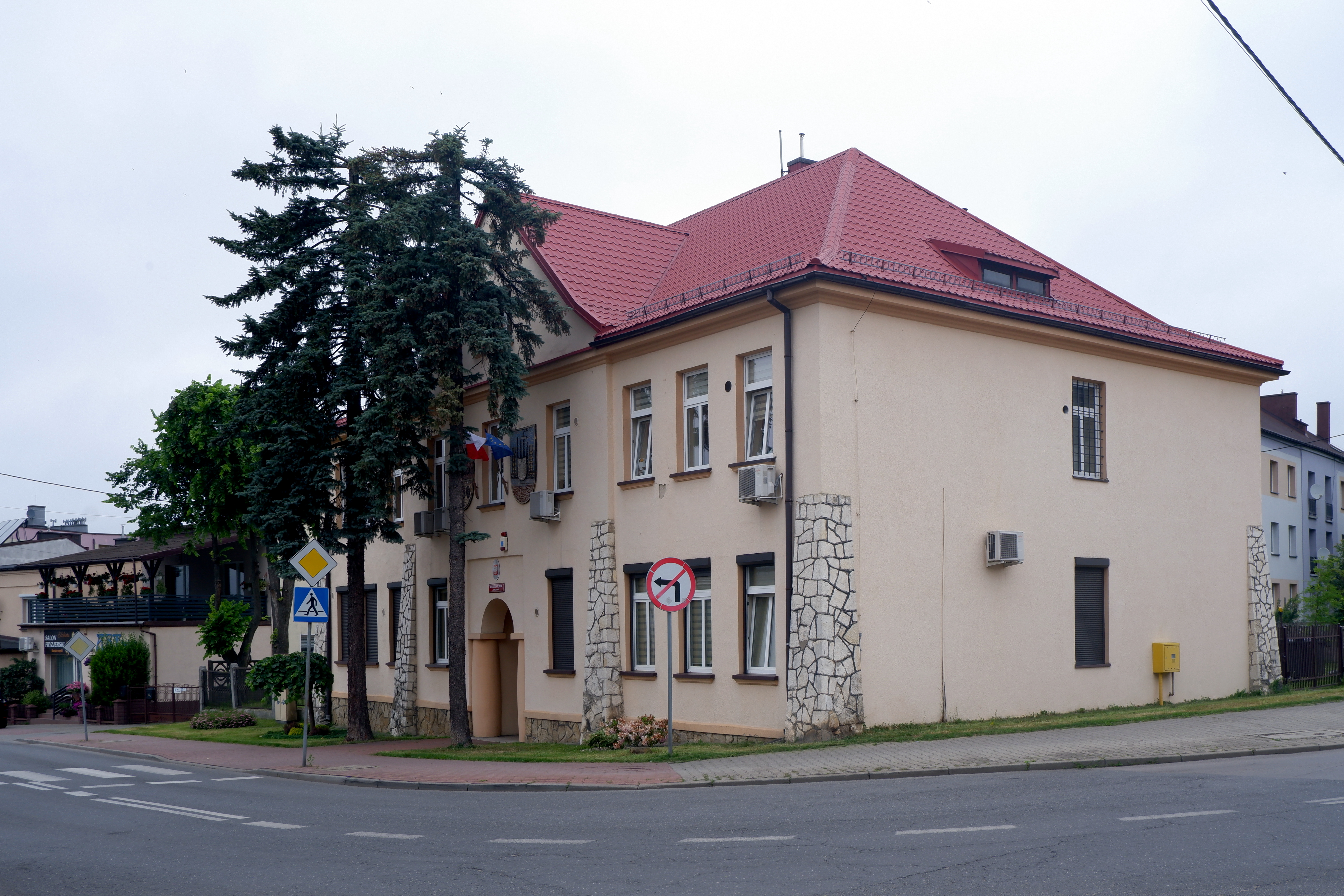
Budynek z lat 20. XX wieku, mieszczący pierwotnie radę gromadzką, później urząd miasta

Dzieje niektórych osad, obecnie tworzących Myszków, opisane zostały w osobnych hasłach. Poniższe kalendarium odnosi się tylko do gminy i miasta Myszkowa, czyli od roku 1924.
- 1692 - zmiana nazwy ówczesnej osady ,,Kuźnia Żarki" na Myszków[11];
- 1924 – utworzenie gminy Myszków w powiecie będzińskim województwa kieleckiego, II Rzeczypospolitej;
- 22 maja 1925 – utworzenie myszkowskiego oddziału Żydowskiego Stowarzyszenia Oświatowo-Kulturalnego „Tarbut”[12];
- lipiec 1925 – utworzenie gniazda Towarzystwa Gimnastycznego „Sokół” w Myszkowie[12] (ponowne, gdyż pierwsza taka organizacja istniała jeszcze pod zaborami w 1906[13]);
- 13 września 1925 – utworzenie Towarzystwa Oświatowo-Sportowego „Światowit” w Myszkowie[12];
- 1927 – przeniesienie Myszkowa do powiatu zawierciańskiego, również w województwie kieleckim[14];
- 1930 – utworzenie w Myszkowie Żydowskiego Stowarzyszenia Niesienia Pomocy Biednym i Chorym „Bikur-Hejlim”[12];
- maj 1931 – utworzenie oddziału Związku Pracy Obywatelskiej Kobiet w Myszkowie[12];
- 17 czerwca 1931 – założenie w Myszkowie Oddziału Towarzystwa Uniwersytetu Robotniczego[12];
- 1935 – utworzenie Koła Związku Rezerwistów[12];
- 1938 – utworzenie Koła Związku Oficerów Rezerwy Rzeczypospolitej Polskiej[12];
- wrzesień 1939 – Myszków został wcielony do III Rzeszy i wszedł w skład prowincji Górny Śląsk (pod nazwą Myschkow[15]);
- 19 stycznia 1945 – zajęcie gminy Myszków i okolic przez wojska Armii Czerwonej[12];
- 1 stycznia 1950 – rozporządzeniem ministra administracji publicznej z 8 IX 1949 r. „gminie wiejskiej Myszków w powiecie zawierciańskim województwa śląsko-dąbrowskiego nadano ustrój miejski”;
- 1 stycznia 1956 – na podstawie rozporządzenia Rady Ministrów powstał powiat myszkowski;
- 24 września 1969 – nadanie herbu miasta na mocy uchwały Miejskiej Rady Narodowej;
- 1 czerwca 1975 – w ramach ogólnopolskiej reformy administracyjnej, po likwidacji struktury powiatowej, Myszków wraz z całym obszarem dawnego powiatu został włączony do województwa częstochowskiego;
- 1 grudnia 1983 – znaczne poszerzenie obszarów miasta o obecne dzielnice: Potasznia, Mrzygłód, Mrzygłódka, Nierada, Kręciwilk (dawne sołectwa), Ręby (35 ha), Labry i Smudzówka;
- 1984 – uruchomienie komunikacji miejskiej;
- 1993 – odkrycie i udokumentowanie złoża rud molibdenowo-wolframowo-miedziowych na terenie Mijaczowa;
- 1997 – podpisanie umowy partnerskiej z czeskim miastem Kopřivnice;
- 1999 – podpisanie umowy partnerskiej z Los Alcázares w Hiszpanii;
- 1999 – w ramach kolejnej ogólnopolskiej reformy administracyjnej (przywrócenie trójstopniowego podziału administracyjnego) Myszków ponownie stał się siedzibą powiatu;
- 2001 – podpisanie umowy partnerskiej z niemieckim miastem Zwönitz;
- 2002 – podpisanie umowy partnerskiej z Námestovem na Słowacji;
- 2014 – podpisanie umowy partnerskiej z węgierskim miastem Békés.

## Zabytki
- Dworzec kolejowy z 1883 r.

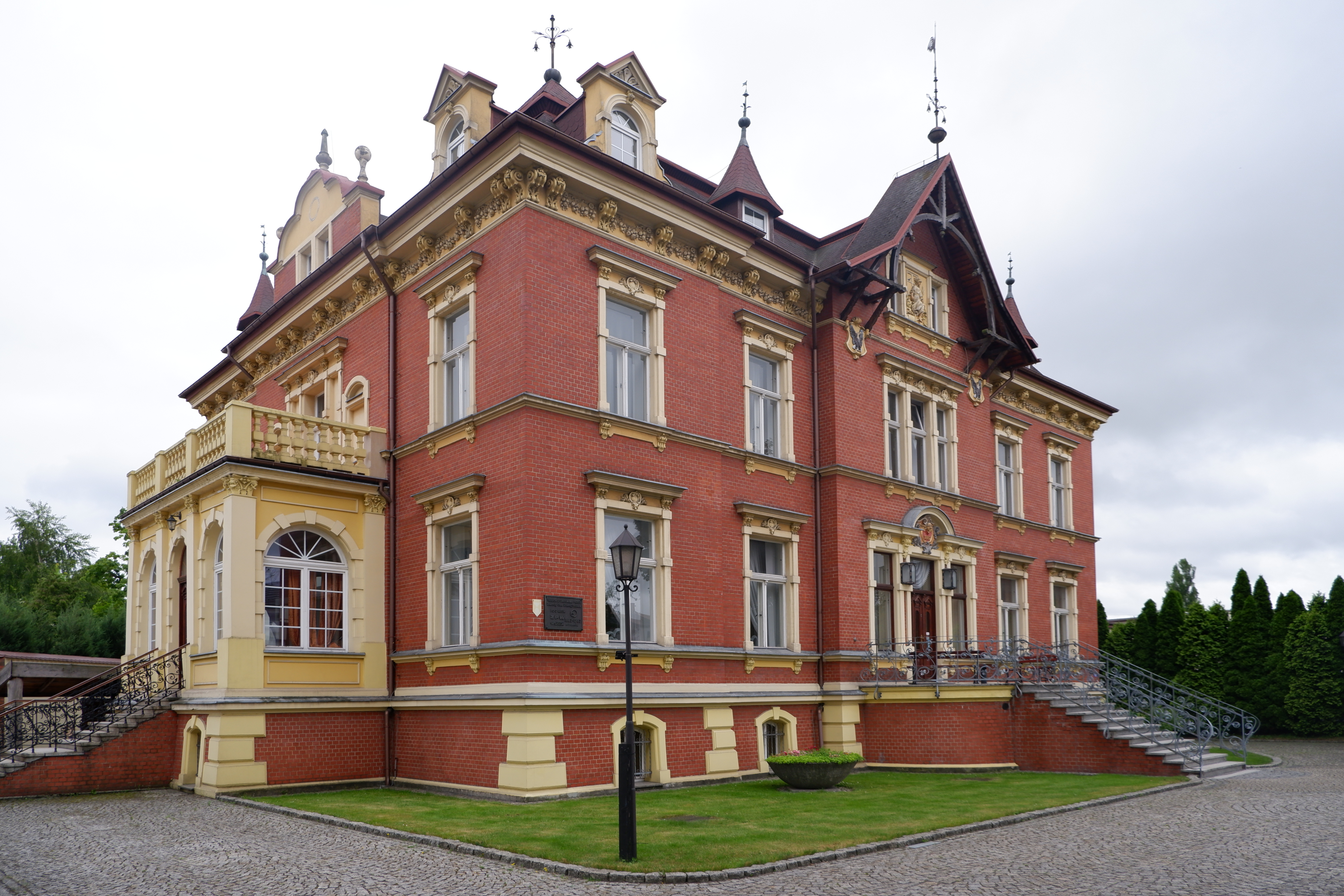
Pałacyk Augusta Schmelzera z 1895 roku

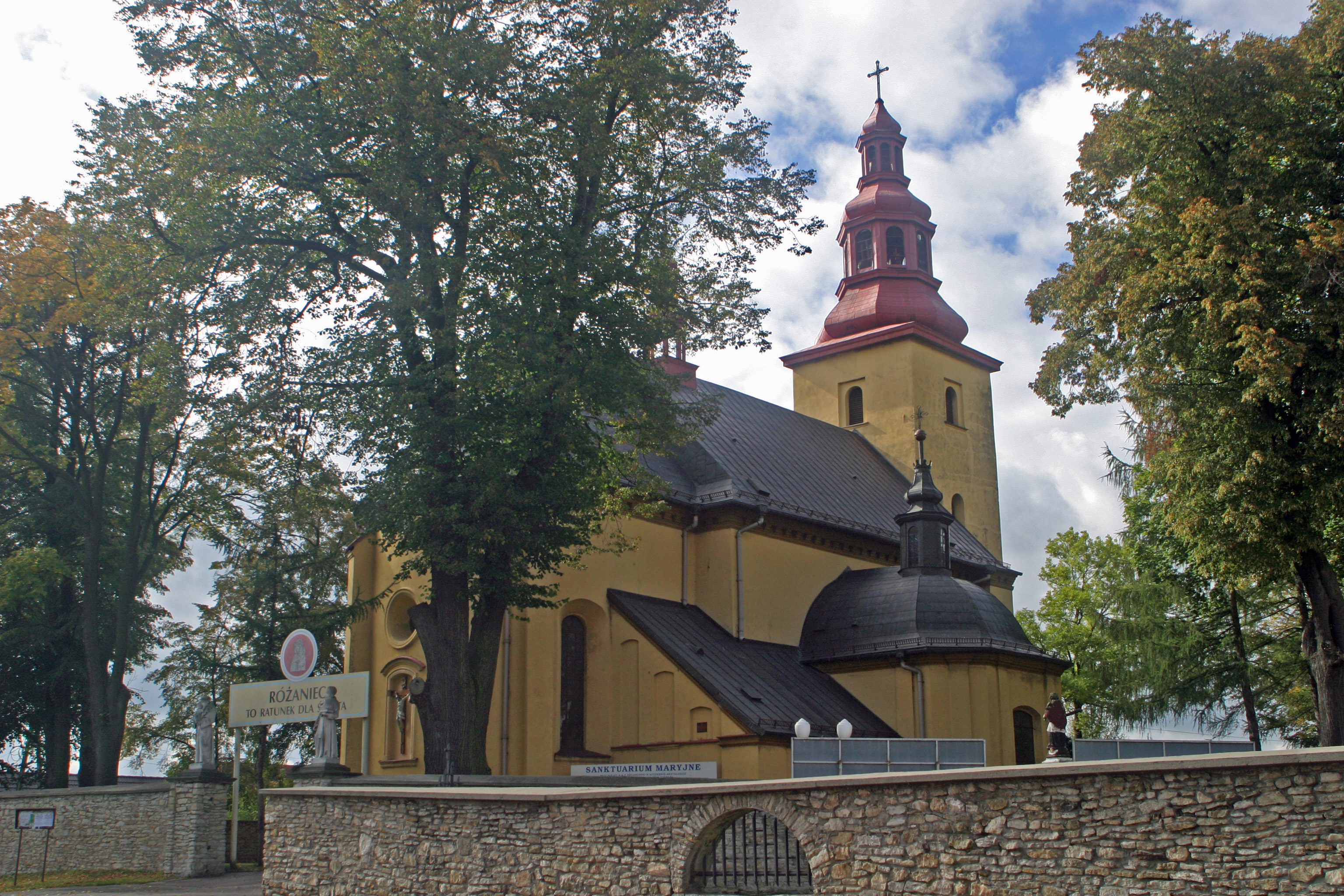
Kościół pod wezwaniem Najświętszej Maryi Panny Różańcowej

- Pałac Augusta Schmelzera w Myszkowie, który pochodzi z lat 80. XIX w. Jest to budynek piętrowy, przykrywa go dach mansardowy z lukarnami. Obiekt ma bogate detale architektoniczne, przeszedł kapitalny remont.
- Kościół św. Stanisława – neogotycka świątynia, powstawała w latach 1908–1936. Została zbudowana na planie krzyża, przy wejściu frontowym wznosi się ponad 60-metrowa wieża (1925) dokończona według oryginalnych projektów około 2000 r. Posiada zabytkowe witraże w nawie głównej, jeden z największych w Polsce ołtarzy marmurowych oraz organy. Wewnątrz ściany pokrywają niedawno wykonane, stylowe malowidła podkreślające neogotycki charakter tej budowli.
- Kaplica Narodzenia NMP na Mijaczowie. Kapliczka jest wykonana z kamienia wapiennego, z zewnątrz nieotynkowana. Ma rozbudowany system piwnic i korytarzy, gdyż stanowiła ongiś część pałacu Joachima Bobrowskiego, który został rozebrany. Pozostała tylko ta kaplica i wspomniane piwnice. Istniała już w 1790 r. Budynek przeszedł renowację połączoną z montażem iluminacji.
- Budynek Prokuratury Rejonowej to piętrowa budowla z lat 20. XX w. z nietynkowanymi przyporami z wapienia. Nad wejściem tablice upamiętniające nadanie praw miejskich Myszkowowi i jego herb. Obiekt po kapitalnym remoncie.
- Zabytkowe hale fabryczne dawnego Wartexu. Wyremontowane, służą firmie Sokpol. Pochodzą z końca XIX w.
- Miniaturowa kapliczka wzniesiona pod koniec XVII w. Upamiętnia zwycięską bitwę miejscowej szlachty ze Szwedami.
- Budynki dworskie (Będusz) pochodzące z przełomu XIX i XX w. Zobaczyć tam można ogród w stylu angielskim, murowane czworaki i wieżyczkę. Obiekty są zbudowane z kamienia wapiennego.
- Kościół pod wezwaniem Najświętszej Maryi Panny Różańcowej w Mrzygłodzie pochodzi z XVII w., powstał w miejscu starszego, drewnianego kościoła. Reprezentuje style: barokowy, rokokowy i renesansowy.

## Demografia
Dane z 30 czerwca 2014 r.:
| Opis                              | Ogółem | Ogółem | Kobiety | Kobiety | Mężczyźni | Mężczyźni |
| --------------------------------- | ------ | ------ | ------- | ------- | --------- | --------- |
| Jednostka                         | osób   | %      | osób    | %       | osób      | %         |
| Populacja                         | 32 595 | 100    | 17 836  | 52      | 16 659    | 48        |
| Gęstość zaludnienia [mieszk./km²] | 443    | 443    | 233,3   | 233,3   | 213,7     | 213,7     |

Według danych z 2013 r. Myszków był 139. miastem w Polsce pod względem liczby ludności i 50. pod względem powierzchni. Według danych z 2005 r. średni dochód na mieszkańca wynosił 1480,13 zł.
Piramida wieku mieszkańców Myszkowa w 2014 r.:

## Zatrudnienie
| Mieszkańcy ze stałym zatrudnieniem | 26 815              |
| Średnia pensja miesięczna          | 3586 złotych brutto |
| Bezrobotni                         | 6780                |
| Stopa bezrobocia                   | 20,8%               |

## Gospodarka

### Przemysł metalurgiczny
Myszków od setek lat jest związany z przemysłem metalurgicznym. Decydowały o tym złoża rud żelaza, z których już w XVIII w. wytapiano stal. Jeszcze w pierwszych kilku powojennych latach po II wojnie światowej kontynuowano produkcję w nieistniejących już zabudowaniach na terenie obecnych Hal Targowych w okolicach dworca kolejowego po stronie dzielnicy Mijaczów. W 1955 przetwórstwo zostało przeniesione do nowo zbudowanego zakładu odlewniczego w dzielnicy Pohulanka. Do dziś w tym rejonie koncentruje się ta gałąź przemysłu. Po wielu przekształceniach własnościowych i zmianach nazwy (Myszkowskie Zakłady Metalurgiczne (MZM), Mistal, wreszcie Nowy Mystal) fabryka nadal produkuje części maszyn i urządzeń dla przemysłu kolejowego, górniczego i stoczniowego (wózki wagonowe, belki, ostojnice itp.). Zakład przeszedł modernizację. Obecnie największy pakiet kontrolny należy do kapitału rosyjsko-ukraińskiego. Pracuje w nim około 300 osób.
Na terenie Będusza australijska firma prowadzi badania związane z odkryciem znacznych złóż: molibdenu, wolframu, srebra i miedzi.

### Przemysł elektromaszynowy
Ten rodzaj przemysłu w Myszkowie to przede wszystkim Myszkowska Fabryka Naczyń Emaliowanych „Światowit”.
Firma powstała na początku XX w. W czasie II wojny światowej okupant niemiecki produkował tu części do samolotów.
Po II wojnie światowej, w okresie gospodarki socjalistycznej nastąpił dynamiczny rozwój fabryki, która stała się najważniejszym w Polsce producentem naczyń emaliowanych i jednym z największych producentów elektrycznych pralek. Znacząca część produkcji była eksportowana. W tych czasach zakład zatrudniał kilka tysięcy pracowników, będąc jednym z najpoważniejszych pracodawców w mieście, a marka „Myszków” nieformalnym synonimem polskich naczyń emaliowanych i pralek „Frania”.
Transformacja gospodarcza i prywatyzacja fabryki w ramach ogólnopolskich przemian w zakresie gospodarki po 1989 r. (powrót do tzw. gospodarki rynkowej) spowodowała podzielenie jej majątku na liczne mniejsze spółki zależne od siebie, które jednak nie zdołały utrzymać produkcji na poprzednim poziomie, co doprowadziło większość z nich do upadłości.
Obecnie jest to niewielka firma, która w bardzo ograniczonym zakresie dalej wyrabia rozmaite naczynia cynkowane, garnki, sprzęt AGD (popularne w czasach PRL pralki wirnikowe „Frania”, wirówki, kuchenki gazowe) i inne podobne artykuły. Zatrudnienie w zespole spółek wynosi około 300–400 osób.

### Przemysł papierniczy

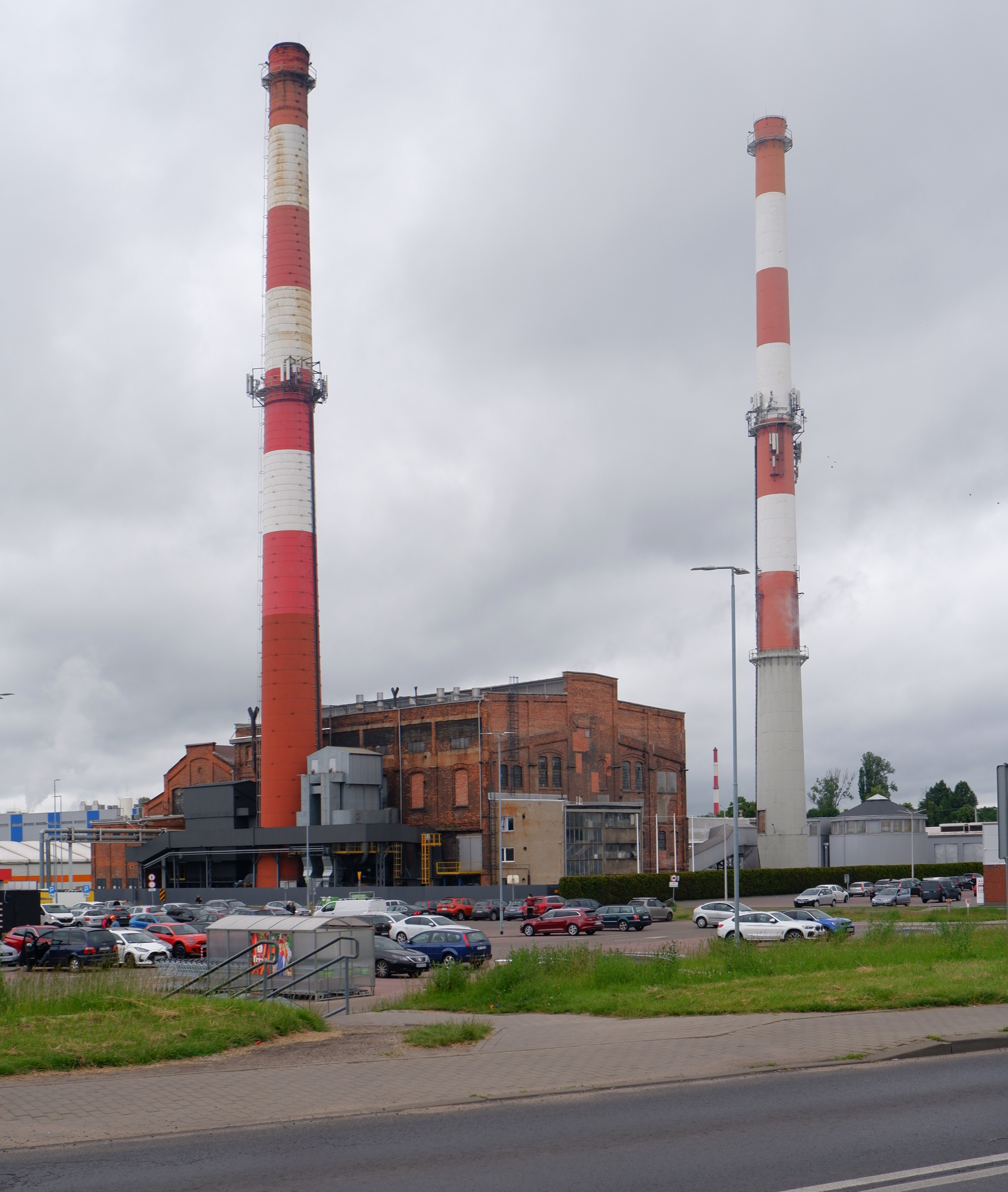
Myszkowska papiernia

Przemysł papierniczy koncentruje się wokół dawnych Myszkowskich Zakładów Papierniczych (MZP), jednej z największych papierni w Polsce, założonej w 1894 r. Od początku swego istnienia fabryka zwiększała produkcję, zatrudnienie i wreszcie stała się centralną częścią MZP, na które składały się mniejsze jednostki rozlokowane w byłym woj. częstochowskim. Część terenu fabryki zajmuje zakład produkcji ścieru drzewnego, ściśle współpracujący z papiernią. Fabryka Papieru S.A. Myszków, mimo upadłości, kontynuowała produkcję papieru (gazetowego, offsetowego i tektury falistej) na nowoczesnej maszynie nr 6, dając zatrudnienie 350 pracownikom. Papiernia w Myszkowie została kupiona przez firmę Schumacher Packaging, która zainwestowała w zakład i wznowiła produkcję.

### Przemysł włókienniczy
Przemysł włókienniczy praktycznie przestał istnieć z chwilą upadku zakładu Wartex. Tereny i hale wykorzystuje obecnie firma Sokpol, i w mniejszym stopniu, inne podmioty gospodarcze jak np. fabryka opakowań tekturowych czy drukarnia. Działają jednak mniejsze firmy o zbliżonym profilu produkcji jak np. Brotex, tj. wyroby dziewiarskie.

### Przemysł obuwniczy
Kilkaset lat temu w Mrzygłodzie (obecna dzielnica Myszkowa) działał niezwykle liczny cech szewców. Z początkiem lat 90. XX w. nastąpił gwałtowny rozwój tej branży. Obecnie w Myszkowie i Żarkach działa wiele mniejszych lub większych firm zajmujących się produkcją obuwia, lub komponentów do tego niezbędnych.

### Przemysł spożywczy

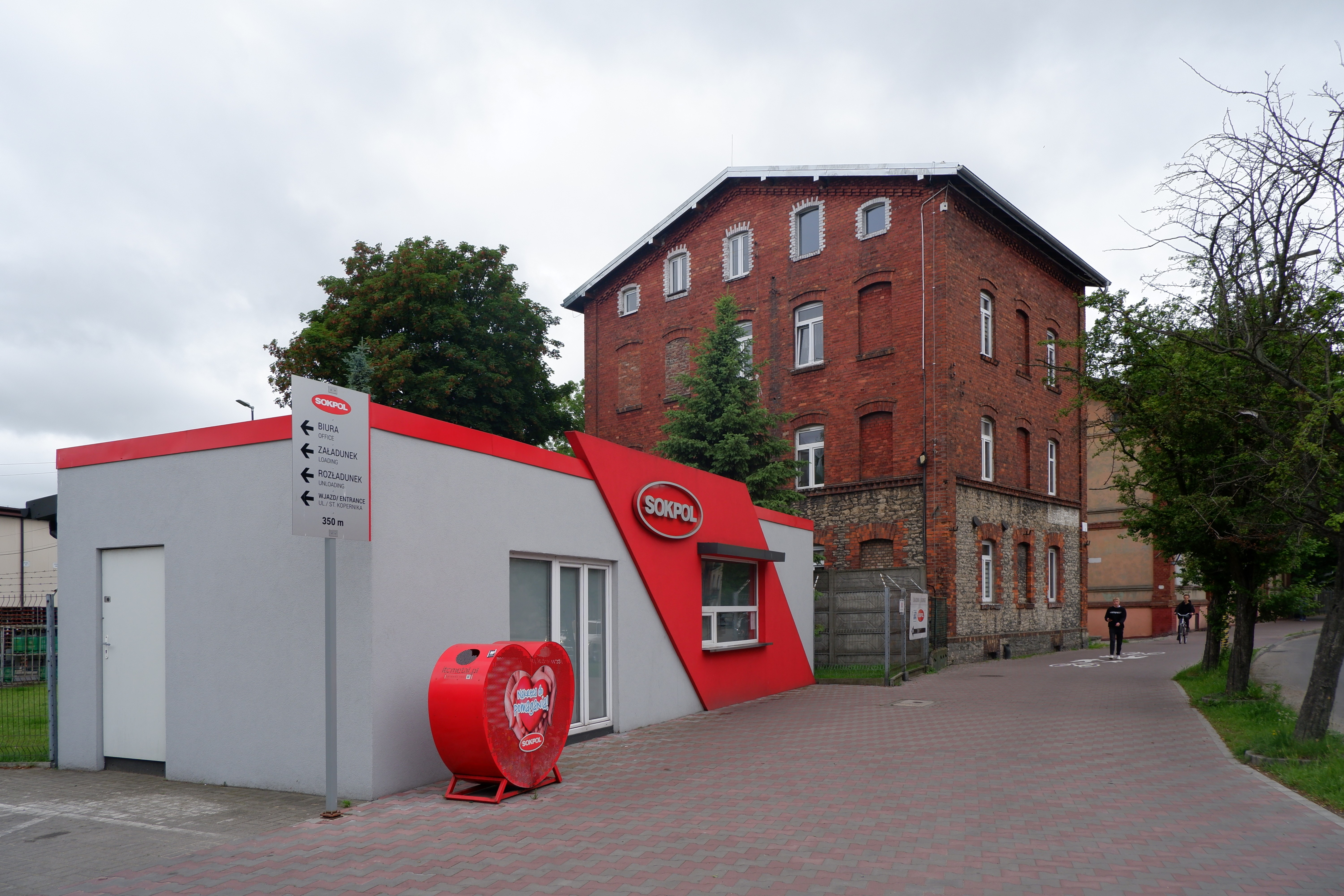
Brama Sokpolu od strony ulicy Kościuszki

Produkcja artykułów spożywczych koncentruje się w Sokpolu, który dynamicznie rozwija się i rozbudowuje. Pracuje tam ponad 500 osób. Mająca swoją siedzibę w pobliskim Postępie firma Jurajska specjalizuje się zaś w produkcji wody mineralnej i rozmaitych napojów orzeźwiających. W trosce o stan środowiska naturalnego prowadzi też sprzedaż swych produktów w butelkach wielokrotnego użytku (szklanych).

## Sport
Myszków posiada w ramach Miejskiego Ośrodka Sportu i Rekreacji kryty basen, saunę, siłownię i studio odnowy biologicznej oraz salę gimnastyczną. Przez klub piłkarski MKS Myszków jest eksploatowany zmodernizowany stadion sportowy. Na terenie osiedli są rozlokowane liczne boiska, bieżnie oraz korty tenisowe. Od kilku lat użytkowana jest też nowoczesna hala sportowa przy LO.

### Kluby sportowe
- MKS Myszków – piłka nożna
- LKS Myszków – boks
- ULKS Będusz – piłka nożna
- UKS Maraton Myszków – futsal
- Warta-Callida Myszków – piłka nożna
- Myszkowski Klub Karate Kyokushin – karate kyokushin
- LO Myszków – futsal
- LZS Mrzygłód – piłka nożna
- KS LOK Myszków – strzelectwo sportowe[21]

## Oświata
W Myszkowie działają:
| Rodzaj szkoły                   | Liczba placówek |
| ------------------------------- | --------------- |
| Przedszkola                     | 6               |
| Oddziały przedszkolne           | 5               |
| Szkoły podstawowe               | 8               |
| Szkoły średnie techniczne       | 2               |
| Szkoły średnie ogólnokształcące | 1               |

### Przedszkola
- Przedszkole nr 1 „Bajka”
- Przedszkole nr 2
- Przedszkole nr 3 z Oddziałem Integracyjnym
- Przedszkole nr 4
- Przedszkole nr 5 im. Marii Konopnickiej
- Przedszkole nr 6 (w Zespole Szkół Publicznych Nr 4)

### Szkoły podstawowe
- Szkoła Podstawowa Nr 1 im. Adama Mickiewicza
- Szkoła Podstawowa Nr 2 im. Jana Pawła II
- Szkoła Podstawowa z Oddziałami Integracyjnymi Nr 3 im. Tadeusza Kościuszki (w Zespole Szkół Publicznych Nr 3)
- Szkoła Podstawowa Nr 4
- Szkoła Podstawowa z Oddziałami Integracyjnymi Nr 5 im. Henryka Sienkiewicza
- Szkoła Podstawowa Nr 6
- Szkoła Podstawowa Nr 7 im. Jana Brzechwy
- Szkoła Podstawowa Nr 8 im. Noblistów Polskich (w Zespole Szkół Publicznych Nr 4)

### Szkoły średnie techniczne
- Zespół Szkół nr 1 im. Eugeniusza Kwiatkowskiego
- Zespół Szkół nr 2 im. Hugona Kołłątaja

### Szkoły średnie ogólnokształcące
- Liceum Ogólnokształcące im. mjr. Henryka Sucharskiego

## Służba Zdrowia
| Lekarze                               | 140 |
| Szpitale                              | 2   |
| Specjalistyczne ośrodki terapeutyczne | 19  |
| Gabinety Stomatologiczne              | 23  |
| Apteki                                | 19  |

## Wspólnoty wyznaniowe

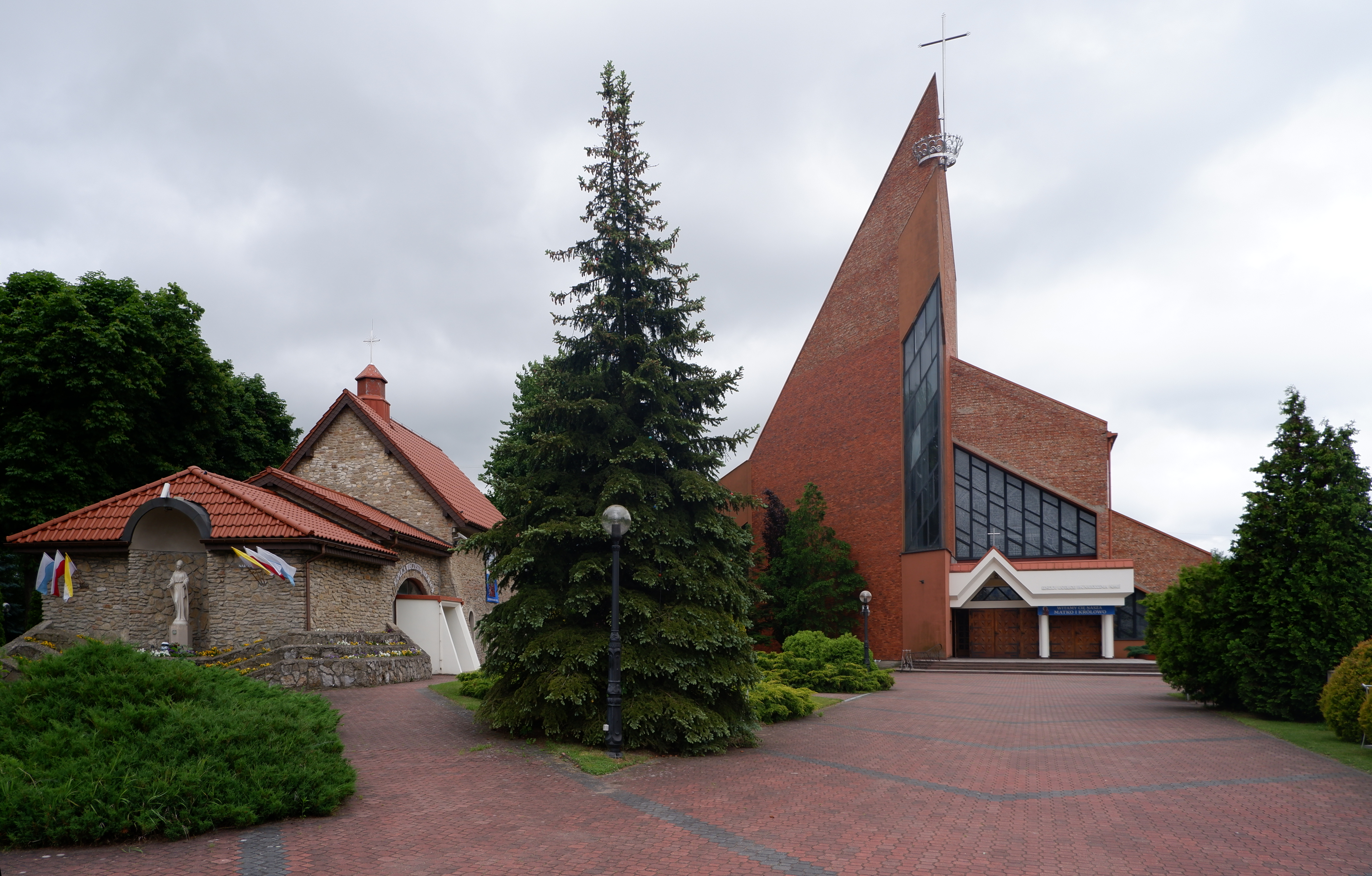
Kościół Narodzenia Najświętszej Maryi Panny i przyległa kaplica Narodzenia Pana Jezusa

- Chrześcijańska Wspólnota Ewangeliczna:
  - placówka misyjna w Myszkowie[22]
- Kościół Adwentystów Dnia Siódmego:
  - zbór w Myszkowie[23]
- Kościół rzymskokatolicki[24]:
  - parafia Męczeństwa św. Jana Chrzciciela
  - parafia Najświętszej Maryi Panny Różańcowej
  - parafia Narodzenia Najświętszej Maryi Panny
  - parafia Przenajświętszej Trójcy
  - parafia św. Andrzeja Boboli
  - parafia św. Anny
  - parafia Świętych Apostołów Piotra i Pawła
  - parafia św. Stanisława Biskupa Męczennika
- Kościół Starokatolicki Mariawitów w RP:
  - Wierni należą do parafii św. Marii Magdaleny w Gniazdowie.
- Kościół Wolnych Chrześcijan:
  - zbór w Myszkowie[25]
- Świadkowie Jehowy( Sala Królestwa ul. Bolesława Prusa 72[26][27]):
  - zbór Myszków-Wschód[28]
  - zbór Myszków-Zachód[28]

## Komunikacja miejska, drogi, kolej
Transport drogowy i kolejowy

### Komunikacja miejska

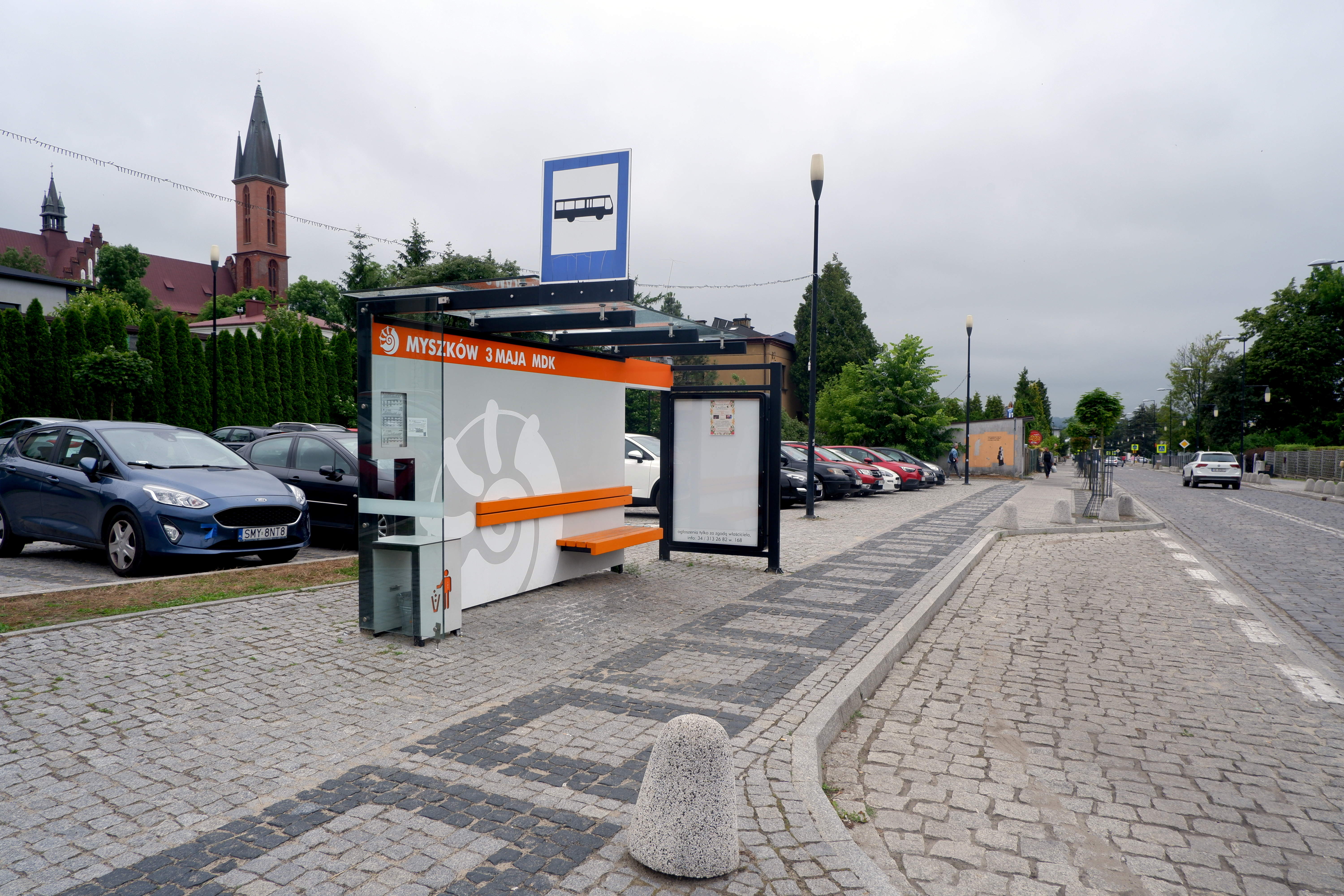
Przystanek komunikacji miejskiej przy ulicy 3 Maja w Myszkowie

Komunikacja miejska w Myszkowie to 7 linii miejskich obsługiwanych przez prywatną firmę PKS Południe sp. zo.o. na zlecenie Związku Powiatowo - Gminnego "JEDŹMY RAZEM". 
Drogi
Przez miasto przebiegają trzy drogi wojewódzkie:
- Droga wojewódzka nr 789 – prowadząca z Bruska przez Kalety, Woźniki, Koziegłowy, Myszków i Żarki do Lelowa.
- Droga wojewódzka nr 791 – łącząca miejscowości Wanaty, Zawiercie, Ogrodzieniec, Olkusz i Trzebinię.
- Droga wojewódzka nr 793 – biegnąca ze Świętej Anny przez Żarki, Myszków do Siewierza.

### Transport kolejowy

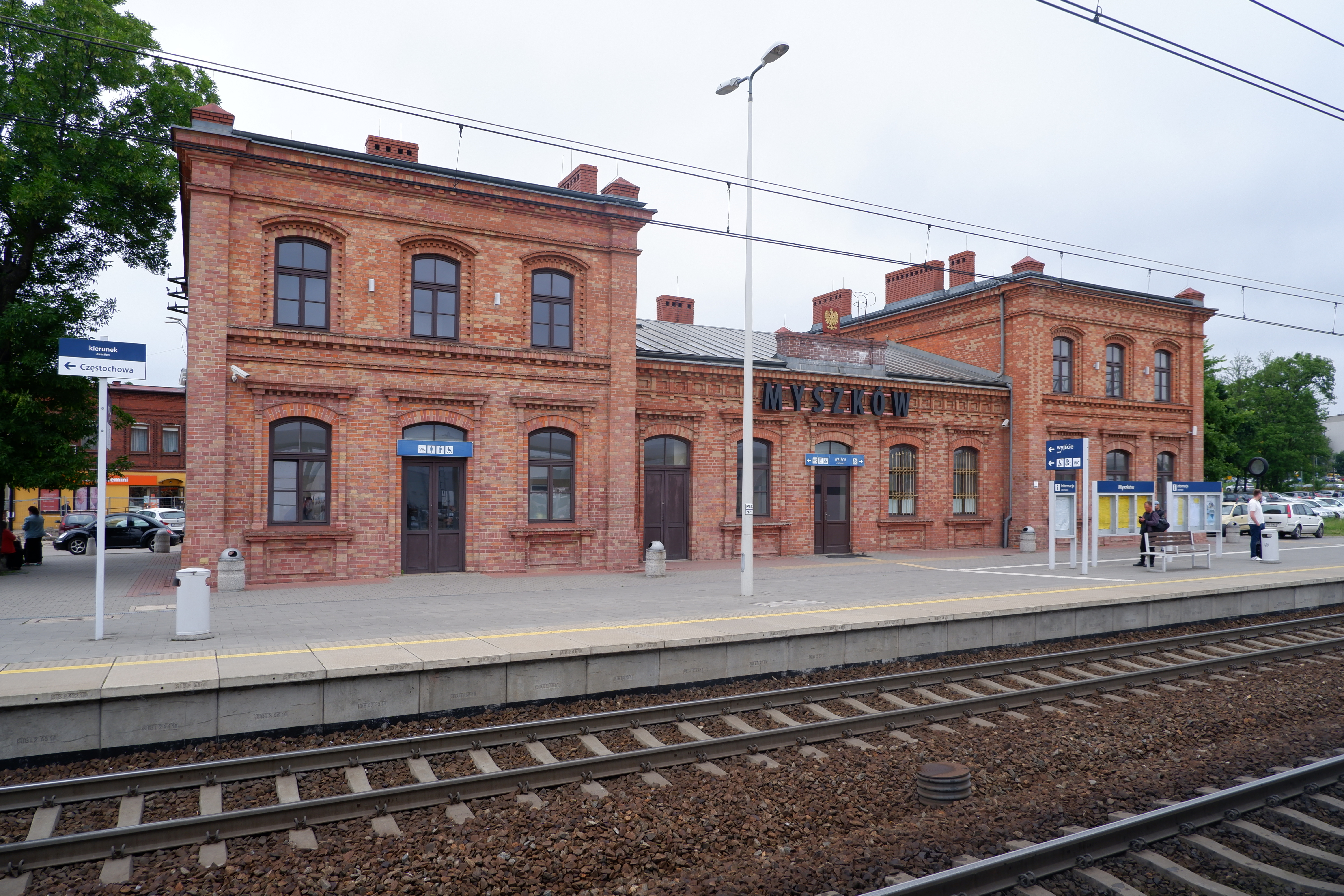
Dworzec kolejowy w Myszkowie

Miasto leży przy trasie linii kolejowej nr 1, stanowiącej część kolei warszawsko-wiedeńskiej. Na terenie Myszkowa funkcjonują następujące stacje i przystanki kolejowe:
- Myszków,
- Myszków Nowa Wieś,
- Myszków Światowit,
- Myszków Mrzygłód.

W południowo-zachodniej części miasta, na obszarze dzielnic Nierada, Kręciwilk, Gruchla i Ręby, od linii warszawsko-wiedeńskiej odgałęzia się Centralna Magistrala Kolejowa, kierująca się w stronę Warszawy.
Przez Myszków przebiega jedna z najstarszych linii kolejowych w Polsce – kolej warszawsko-wiedeńska, łącząca Warszawę z Katowicami. Odcinek tej trasy od Częstochowy przez Myszków do Maczek (obecnie dzielnica Sosnowca) oddano do użytku 1 grudnia 1847 roku. Poza obrzeżami miasta przebiega Centralna Magistrala Kolejowa.

## Prasa
- Dziennik Zachodni – wydawany jest lokalny dodatek
- Gazeta Wyborcza – wydawany jest lokalny dodatek
- Gazeta Myszkowska
- Głos Regionu Myszkowa

## Współpraca międzynarodowa
| Miasta partnerskie: |               |
| Kraj                | Miasto        |
| Czechy              | Kopřivnice    |
| Hiszpania           | Los Alcázares |
| Niemcy              | Zwönitz       |
| Słowacja            | Namiestów     |
| Węgry               | Békés         |

## Sąsiednie gminy
Koziegłowy, Poraj, Poręba, Siewierz, Włodowice, Zawiercie, Żarki